# Blackstone (Virginia)
Blackstone is een plaats (town) in de Amerikaanse staat Virginia, en valt bestuurlijk gezien onder Nottoway County.

## Demografie
Bij de volkstelling in 2000 werd het aantal inwoners vastgesteld op 3675.
In 2006 is het aantal inwoners door het United States Census Bureau geschat op 3544, een daling van 131 (-3,6%).

## Geografie
Volgens het United States Census Bureau beslaat de plaats een oppervlakte van
11,7 km², geheel bestaande uit land.

## Plaatsen in de nabije omgeving
De onderstaande figuur toont nabijgelegen plaatsen in een straal van 28 km rond Blackstone.